# Nuestra Señora del Rosario San Francisco Javier y San Antonio de Padua
Il galeone mercantile Nuestra Señora del Rosario San Francisco Javier y San Antonio de Padua andò perso per naufragio il 15 maggio 1733 lungo le Florida Keys, quando l'annuale flotta della Nuova Spagna venne investita da un uragano. A bordo del mercantile vi era un carico di 12.000 pesos in monete e lingotti d'argento, oltre a zucchero, cacao, indaco, cocciniglia, colorante, pellami, ceramica varia, tabacco, e vaniglia.

## Storia
Il galeone mercantile Nuestra Señora del Rosario, San Francisco Javier y San Antonio de Padua, conosciuta anche come San Francisco de Asis  è stata costruita in Inghilterra e aveva una capacità di carico di 264 2/3 tonnellate. Il suo proprietario era don Cristóbal de Urquijo, che possedeva anche un'altra nave della flotta del tesoro del 1733, la San Ignacio.
La flotta del tesoro del 1733 era composta da 4 vascelli di linea, 16 mercantili, e due navi minori. Si trattava dall'avviso Nuestra Señora del Populo (14 cannoni), dal vascello Nuestra Señora de Balvaneda (60 cannoni), dal mercantile San José y las Animas, dal mercantile genovese  Nuestra Señora del Carmen, San Antonio de Padua y las Animas (detto Chaves), dal vascello El Rubi Segundo (64 cannoni, Capitana), al comando del tenente generale Rodrigo de Torres y Morales, dal mercantile Nuestra Señora de Belén y San Antonio de Padua (detto Herrera), dal mercantile Nuestra Señora de Belem y San Juan Bautista, dal mercantile Nuestra Señora de los Dolores y Santa Isabel della (El Nuevo Londres), dal mercantile San Pedro, dal mercantile San Felipe (detto El Terri), dal mercantile Nuestra Señora del Rosario San Francisco Javier y San Antonio de Padua, dal galeone El Gallo Indiano (60 cannoni, Almiranta), dal mercantile Nuestra Señora de las Augustias y San Raphael, dal mercantile Nuestra Señora del Rosario Santo Domingo, San Antonio y San Vincente Ferrer (detta Sueco de Arizón),  dal mercantile San Ignacio, dal mercantile Nuestra Señora de Las Reyes San Fernando y San Francisco de Paula, dalla nave El Floridana, dal mercantile Nuestra Senora del Rosario y Santo Domingo, dal mercantile El Gran Poder de Dios y Santa Ana, dal mercantile El Balandrita, dal mercantile Nuestra Señora del Rosario, San Francisco Javier y San Antonio de Padua,  e  dal vascello África (60 cannoni).
Venerdì 13 luglio 1733, la flotta della Nuova Spagna lasciò il porto dell'Avana per iniziare il suo viaggio di ritorno in Spagna. La flotta era al comando dal tenente generale Rodrigo de Torres y Morales che alzava la sua insegna sul vascello El Rubi Segundo, era composta da altre tre navi armate, sedici navi mercantili e due navi più piccole che trasportavano rifornimenti al presidio di Sant'Agostino. Il giorno seguente, dopo che le navi avevano avvistato le Florida Keys il vento da nord iniziò bruscamente a soffiare da est aumentando di velocità fino a divenire una burrasca quando le navi si trovavano nel canale delle Bahamas. Il tenente generale Torres y Morales, sentendo l'avvicinarsi di uragano, ordinò ai suoi capitani di tornare all'Avana e di navigare il più vicino possibile alla costa, ma oramai era troppo tardi. Alcune entrarono nella baia de los Mártires, mentre tre si capovolsero, scomparendo tra le onde con tutto l'equipaggio. Al calar della notte del 15, tutte o la maggior parte delle navi erano state spinte verso ovest e disperse o affondate lungo ottanta miglia delle Florida Keys.
I sopravvissuti al disastro si radunarono in piccoli gruppi in tutte le isole basse e costruirono rozzi ripari con i detriti che si erano arenati sulla battigia. I funzionari dell'ammiragliato spagnolo all'Avana, preoccupati per il destino della flotta, inviarono un piccolo sloop alla ricerca di relitti. Prima che lo sloop potesse tornare, arrivò nel porto de l'Avana un'altra barca che riferì di aver visto molte grandi navi incagliate vicino a un luogo chiamato baia de los Mártires. Immediatamente salparono verso il luogo del disastro nove navi di soccorso cariche di rifornimenti, cibo, subacquei e attrezzature per salvataggio. I soldati erano a bordo delle navi, su ordine del tenente generale Torres y Morales, si schierarono per proteggere la zona costiera e il carico recuperato.
Quattro navi, il Nuestra Señora del Rosario Santo Domingo, San Antonio y San Vincente Ferrer, il El Balandrita, il  El Gran Poder de Dios y Santa Ana, e Nuestra Señora del Rosario San Francisco Javier y San Antonio de Padua, riuscirono a ritornare a l'Avana, mentre il vascello África riuscì ad arrivare a Cadice, in Spagna, indenne.
Quel giorno entrambe le navi di Urquijo fecero naufragio, e il mercante, che si trovava a bordo del San Ignacio, morì annegato. Navigando nella parte posteriore della flotta, il  Nuestra Señora del Rosario, San Francisco Javier y San Antonio de Padua naufragò vicino alla Almiranta al largo di Cayo de Vibora (Long Key). A bordo della nave vi erano 12.000 pesos in monete e lingotti d'argento, oltre a zucchero, cacao, indaco, cocciniglia, colorante, pellami, ceramica varia, tabacco, e vaniglia. Il mercantile si arenò in acque poco profonde, e i documenti indicano che i membri dell'equipaggio e i passeggeri vennero tratti in salvo. I subacquei giunti con i soccorsi recuperano la maggior parte dell'argento registrato che si trovava a bordo, ma altri carichi come l'indaco e la cocciniglia andarono completamente perduti.
Oggi il relitto di Nuestra Señora del Rosario, San Francisco Javier y San Antonio de Padua è uno dei più belli del 1733, giace in acque poco profonde, e il tumulo costituito dalla zavorra è in gran parte intatto e si trova a nove piedi sotto l'acqua, su un fondo di sabbia, nella parte inferiore e con sei piedi d'acqua sulla parte superiore della zavorra.
Posizione: 24° 49.185'N 80° 45.425'W

### Fonti
1. 1 2 3 4 5 6 7 8 9  Flheritage.
2. 1 2  Todoavante.
3. 1 2 3 4 5 6 7 8  Mdhtalk.
4. 1 2 3  Duro 1900, p. 242.